# Arjeh Cohen

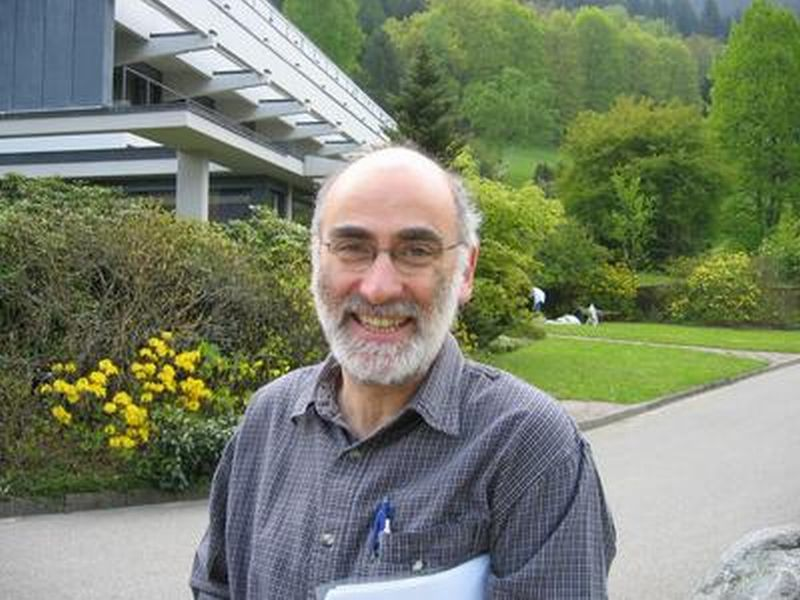
Arjeh Cohen, 2004

Arjeh Marcel Cohen (* 1949) ist ein niederländischer Mathematiker. Er ist Hochschullehrer an der  TU Eindhoven.
Cohen wurde 1975 bei Tonny Springer an der Universität Utrecht promoviert (Finite complex reflection groups). Danach arbeitete er am Openbaar Lichaam Rijnmond in Rotterdam, an der Universität Twente, am Centrum Wiskunde & Informatica in Amsterdam und wurde 1990 Professor an der Universität Utrecht. und 1992 an der TU Eindhoven. Dort war er Dekan der Fakultät für Mathematik und Informatik und stand der Forschungsgruppe EIDMA (Euler Institute for  Discrete Mathematics and its Applications) vor und der CAN Foundation (der Stiftung für Computeralgebra in den Niederlanden), die ein Computeralgebra Forschungszentrum betreibt (Research Institute for Applications of Computer Algebra, RIACA). Inzwischen ist er emeritiert.
Er war Gastwissenschaftler an der University of Michigan in Ann Arbor, in Jerusalem, Be’er Scheva, Kobe, Neapel, Rom, Pasadena, Santa Cruz und Sydney.
Er befasst sich mit Computeralgebra, Graphentheorie, geometrischer Gruppentheorie (besonders für Gruppen vom Lie-Typ). Außerdem befasst er sich mit interaktiven mathematischen Dokumenten und Büchern.

## Schriften (Auswahl)
- Herausgeber mit  Hans Cuypers, Hans Sterk: Some Tapas of Computer Algebra, Springer 1999
- mit Hans Cuypers, Hans Sterk:  Algebra interactive! : learning algebra in an exciting way, Springer 1999
- mit  Andries Evert Brouwer, Arnold Neumaier: Distance-regular graphs, Springer 1989
- mit Francis Buekenhout: Diagram geometry : related to classical groups and buildings, Springer 2013